# 23.ª Divisão Panzer (Alemanha)
A 23ª Divisão Panzer (em alemão: 23. Panzer-Division) foi uma unidade militar blindada da Alemanha que esteve em serviço durante a Segunda Guerra Mundial.

## Comandantes
| Comandante                                            | Data                                                        |
| ----------------------------------------------------- | ----------------------------------------------------------- |
| Generalmajor Hans Freiherr von Boineburg-Lengsfeld    | 25 de setembro de 1941 - 16 de novembro de 1941             |
| Oberst Heinz-Joachim Werner-Ehrenfeucht               | 16 de novembro de 1941 - 22 de novembro de 1941 m.d.st.F.b. |
| Generalmajor Hans Freiherr von Boineburg-Lengsfeld    | 22 de novembro de 1941 - 20 de julho de 1942                |
| Generalmajor Erwin Mack                               | 20 de julho de 1942 - 26 de agosto de 1942                  |
| Oberst Fritz von Buch                                 | 26 de agosto de 1942 - 27 de agosto de 1942 m.d.F.b.        |
| Oberst Erich Brückner                                 | 27 de agosto de 1942 - ?? de agosto de 1942 m.d.F.b.        |
| Generalleutnant Hans Freiherr von Boineburg-Lengsfeld | ?? de agosto de 1942 - 27 de dezembro de 1942               |
| Oberst Josef Rossmann                                 | 27 de dezembro de 1942 - 28 de dezembro de 1942 m.d.F.b.    |
| Generalleutnant Nikolaus von Vormann                  | 28 de dezembro de 1942 - 31 de outubro de 1943              |
| Generalmajor Heinz-Joachim Werner-Ehrenfeucht         | 1 de novembro de 1943 - 18 de novembro de 1943 m.d.st.F.b.  |
| Oberst Ewald Kräber                                   | 19 de novembro de 1943 - 31 de dezembro de 1943 m.d.F.b.    |
| Generalmajor Ewald Kräber                             | 1 de janeiro de 1944 - 8 de junho de 1944                   |
| Oberst Josef von Radowitz                             | 9 de junho de 1944 - 9 de julho de 1944 m.d.st.F.b.         |
| Oberst Josef von Radowitz                             | 10 de julho de 1944 - 31 de agosto de 1944 m.d.F.b.         |
| Generalleutnant Josef von Radowitz                    | 1 de setembro de 1944 - 8 de maio de 1945                   |

## Área de operações
| França                     | setembro de 1941 - abril de 1942 |
| Frente Oriental, setor sul | abril de 1942 - agosto de 1944   |
| Polônia                    | agosto de 1944 - outubro de 1944 |
| Hungria                    | outubro de 1944 - abril de 1945  |
| Eslovênia & Áustria        | abril de 1945 - maio de 1945     |